# Ponctuation chinoise
Cette page contient des caractères spéciaux ou non latins. S’ils s’affichent mal (▯, ?, etc.), consultez la page d’aide Unicode.
La ponctuation chinoise utilise un ensemble de signes de ponctuation différent de celui des langues européennes. La ponctuation chinoise n'est devenue une part intégrante du chinois écrit qu'au XXe siècle. Le premier ouvrage utilisant la ponctuation moderne à être imprimé fut 中國哲學史大綱, Zhōng guó zhé xué shǐ dà gāng [Aperçu de l'histoire de la philosophie chinoise], de Hu Shi, publié en 1919. Néanmoins, les érudits annotaient des textes à l'aide de symboles proches du point et de la semi-virgule modernes afin d'indiquer respectivement les arrêts et pauses. La poésie classique et la calligraphie conservent un style de ponctuation très libre.
Lorsque l'on écrit le chinois, chaque caractère s'insère dans un carré imaginaire de taille constante, si bien que le texte dans son ensemble peut tenir dans une grille. C'est pourquoi les signes de ponctuation chinois sont plus larges que leurs équivalents occidentaux. Ces signes de ponctuation sont de pleine chasse à l'inverse des signes occidentaux qui sont de demi-chasse.
Le chinois peut s'écrire verticalement ou horizontalement. Ainsi, certains signes de ponctuation subissent une rotation de 90° selon le sens d'écriture.

## Signes similaires à la ponctuation occidentale
Ces symboles ne diffèrent de la ponctuation occidentale que par leur chasse :
- ， (U+FF0C, 逗号 / 逗號, dòuhào) est la virgule (,). Pour une énumération, le chinois utilise la semi-virgule et non pas la virgule. De plus, la virgule a souvent une fonction logique en chinois[2].
- ！ (U+FF01, 叹号 / 嘆號, tànhào) est le point d'exclamation (!).
- ？ (U+FF1F, 问号 / 問號, wènhào) est le point d'interrogation (?).
- ； (U+FF1B, 分号 / 分號, fēnhào) est le point-virgule (;).
- ： (U+FF1A, 冒号 / 冒號, màohào) est le deux-points (:).
- （ ） (U+FF08 et U+FF09, 夹注号 / 夾注號, jiāzhùhào) sont les parenthèses [( )].
- 【 】 (U+3010 et U+3011, 方头括号 / 方頭括號, fāngtóu guāhào) et ［］ (U+FF3B et U+FF3D, 方括号 / 方括號, fāng guāhào) sont les crochets ([ ]).

## Autres signes
Les symboles suivants différent des symboles occidentaux, soit par leur forme, soit par leur usage :

### Ponctuation

#### Point ( 。 )
Le point chinois (句号 / 句號, jùhào) est un petit cercle de pleine chasse. En écriture horizontale, il se place en bas à la suite du dernier caractère alors qu'en écriture verticale il se place à droite en dessous du dernier caractère.

#### Guillemets (“”,‘’,「」,『』)
Différents types de guillemets (引号 / 引號, yǐnhào) sont utilisés selon l'écriture :
- En écriture traditionnelle, les guillemets simples et doubles (『 』 et 「 」) sont de pleine chasse. Les guillemets simples sont utilisés d'abord, puis les doubles : 「…『…』…」. En écriture verticale, les guillemets subissent une rotation de 90° : ﹃﹄ et ﹁﹂. Les guillemets occidentaux “” et ‘’ sont aussi utilisés en écriture horizontale.
- En écriture simplifiée, les guillemets européens sont toujours utilisés en écriture horizontale. À l'inverse de l'écriture traditionnelle, les guillemets doubles sont utilisés avant les simples : “…‘…’…”. Ces guillemets sont de pleine chasse mais partagent le même code Unicode que les guillemets occidentaux si bien qu'ils requièrent une police d'écriture chinoise pour être affichés correctement. En écriture verticale, les guillemets traditionnels sont utilisés, notamment dans les titres de presse.

Ils sont utilisés pour les citations mais aussi pour l'emphase.

#### Semi-virgule ( 、 )
La semi virgule (顿号 / 頓號, dùnhào, « signe de pause ») exprime une courte pause entre les mots lors d’une énumération dans une phrase. Elle peut être utilisée pour séparer de courtes phrases, toujours dans une énumération. La conjonction de coordination 和, hé, « et » et la semi-virgule ont un rôle identique. Souvent, comme en français, à la fin d’une série de semi-virgules, se trouve cette conjonction. Quand dans un des termes d’une énumération apparaît encore une sous énumération on utilise encore la semi-virgule. Exemple : 亚马逊河、尼罗河、密西西比河和长江是世界四大河流。, « L’Amazone, le Nil, le Mississippi et le Fleuve Bleu sont les quatre plus grands fleuves au monde. ».

#### Point médian (·)
Le chinois utilise un point médian (间隔号 / 間隔號, jiàngéhào) dans deux cas :
1. pour séparer les mots dans un nom étranger, puisque les patronymes chinois ne sont séparés ni par une espace, ni par un signe de ponctuation. Par exemple, Jacques Chirac : chinois simplifié : 雅克·希拉克 ; chinois traditionnel : 雅各·席哈克 ;
2. pour séparer les nombres exprimant le mois et la date, notamment dans les évènements historiques comme le mouvement du 9 décembre (一二·九运动 / 一二·九運動, yī'èr·jiǔyùndòng, « 12·9 mouvement »).

Le point médian est de pleine chasse mais partage le même code Unicode que le point médian de demi-chasse si bien qu'il requiert une police d'écriture chinoise pour être affiché correctement.

#### Marques de titres ( 《》, 〈〉 )
Le chinois utilise des marques de titres (chinois simplifié : 书名号 ; chinois traditionnel : 書名號 ; pinyin : shūmínghào) pour indiquer les titres des livres ou des films :
- les guillemets français doubles de pleine chasse [3] et les simples. Ces derniers sont utilisés s'ils sont imbriqués avec les premiers : 《…〈…〉…》. En chinois traditionnel, les marques de titres simples sont aussi utilisées pour les titres d'articles ou de sections d'un ouvrage, tandis qu'en chinois simplifié les marques doubles sont utilisées pour tous les titres. Les guillemets subissent une rotation de 90° en écriture verticale : ︽︾ et ︿﹀ ;
- un soulignement ondulé (﹏﹏) est utilisé à Taïwan. Il subit une rotation à la verticale : ︴.

#### Points de suspension (……)
En chinois, l'ellipse (省略号 / 省略號, shěnglüèhào) est symbolisée par six points (et non trois) occupant deux caractères.

#### Tiret cadratin (——)
Le tiret cadratin (破折号 / 破折號, pòzhéhào) occupe l'espace de deux caractères au centre de la ligne.

#### Marque d’intervalles (—et～)
Pour relier deux mots, le chinois utilise un trait d'union ou un tilde de pleine chasse. Exemples : 1月—7月, « de janvier à juillet », 北京～上海”直达快车, « Train direct Pékin-Shanghai ». Les deux signes sont interchangeables. Deux tildes indiquent aussi une voyelle prolongée ou la répétition d'un caractère : 哇～～, « waaah ».

#### Espacement
En chinois, les caractères sont écrits les uns à la suite des autres, sans blancs ni ponctuation (scriptio continua). Lorsqu'une espace est utilisée elle est de pleine chasse et sert de marque honorifique. Ainsi, à Taïwan,  Tchang Kaï-chek est parfois désigné par la périphrase 先总统　蒋公 / 先總統　蔣公, xiānzǒngtǒng jiǎnggōng, « Ancien président, Seigneur Tchang », dans laquelle l'espace est une marque honorifique pour 蔣公.

### Styles typographiques

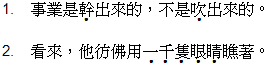
Marque de l'emphase à l'horizontale.

#### Marque de nom propre ( __ et ︳)
Cette marque (专名号 / 專名號, zhuān mínghào) est utilisée pour les noms de races/groupes, de famille, de pays, de lieux, d’organisations, … Elle consiste à souligner les caractères correspondants (elle se trouve à gauche des caractères si écrits verticalement). Son utilisation est semblable à celle de la majuscule en français. Exemple : 萬里長城位於中國北京。

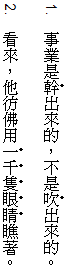
Marque de l'emphase à la verticale.

#### Marque de l’emphase ( . )
Pour marquer l’emphase, le chinois n’utilise pas l’italique mais recourt à un point d'emphase (着重号 / 著重號, zhuózhònghào) qui est mis soit en dessous lorsque le texte est écrit horizontalement soit à droite des caractères lorsque le texte est écrit verticalement. Bien que fréquente dans les livres, la marque d'emphase est rarement utilisée sur internet, étant possible avec la propriété CSS text-emphasis-style, mais elle n'est pas supportée par les logiciels de traitement de texte courants.

### Autres marques
Il n'y a pas d'équivalent à l'apostrophe en chinois, elle est ainsi omise dans la transcription des noms étrangers tel O'Connor (奥康诺).
Le trait d'union n'est utilisé que pour retranscrire des noms étrangers en contenant un comme 让-皮埃尔·拉法兰 / 讓-皮埃爾·拉法蘭, Ràng-Píāiěr·Lāfǎlán, « Jean-Pierre Raffarin ».